# إد بارني
إد بارني (بالإنجليزية: Ed Barney)‏ هو لاعب كرة قاعدة أمريكي، ولد في 23 يناير 1890 في أميري في الولايات المتحدة، وتوفي في 4 أكتوبر 1967 في رايز ليك في الولايات المتحدة.

## وصلات خارجية
- إد بارني على موقعبيزبول رفرنس.كوم (الدوري الرئيسي) (الإنجليزية)